# Jie Š'-wen
Jie Š'-wen (zjednodušená čínština: 叶诗文; tradiční čínština: 葉詩文; Pchin-jin: Yè Shīwén) je čínská plavkyně, držitelka dvou zlatých medailí z Letních olympijských her 2012. Specializuje se na polohový závod.

## Největší úspěchy
- Mistrovství Číny 2010 – 1. místo 200m polohový závod
- Asijské hry 2010 – 1. místo 200m polohový závod
- Mistrovství světa 2011 – 1. místo 200m polohový závod
- Letní olympijské hry 2012 – 1. místo 200m polohový závod, 1. místo 400m polohový závod (světový rekord)

## Osobní rekordy

### Dlouhý bazén
| Disciplína          | Čas     | Místo  | Datum             | Poznámky |
| ------------------- | ------- | ------ | ----------------- | -------- |
| 200m polohový závod | 2:07,57 | Londýn | 31. červenec 2012 |          |
| 400m polohový závod | 4:28,43 | Londýn | 23. září 2011     | WR       |

pozn. AS – asijský rekord; NR – národní rekord ; WR – světový rekord